# The Threads of Fate
The Threads of Fate er en amerikansk stumfilm fra 1915 af Joe De Grasse.

## Medvirkende
- Pauline Bush
- William C. Dowlan
- Lon Chaney